# بارسينا دي سايسيرو
بلدية بارسينا دي سايسيرو (بالإسبانية: Bárcena de Cicero)‏، هي إحدى بلديات منطقة كانتابريا, المصنفة على أنها مقاطعة أيضاً، في شمال إسبانيا.
يبلغ عدد سكانها 2.409 نسمة وفقاً لإحصائية سنة (2002).

## أعلام
- باربرا بلومبرغ